# Connie Briscoe
Connie Briscoe (nascida em 31 de dezembro de 1952) é uma escritora americana de ficção romântica e histórica. O primeiro romance de Briscoe, Sisters and Lovers (1994), vendeu quase 500.000 cópias em capa dura e brochura nos primeiros dois anos.
Darryl Dickson-Carr caracterizou Briscoe como "uma das melhores escritoras a emergir e se beneficiar da forte onda de interesse pela ficção afro-americana que surgiu no início dos anos 1990 após a publicação de Waiting to Exhale (1992) de Terry McMillan ".

## Infância e educação
Constance Briscoe nasceu em Washington, DC em 31 de dezembro de 1952. Ela nasceu com deficiência auditiva devido a uma condição genética e ficou profundamente surda aos trinta anos, embora tenha se tornado adepta da leitura labial. Briscoe cresceu na área de Silver Spring, Maryland.
Ela frequentou a Hampton University, graduando-se como bacharel em 1974, e a American University, graduando-se como mestre em administração pública em 1978.

## Carreira
Briscoe trabalhou como analista de pesquisa de 1976 a 1980, depois como assistente editorial do Joint Center for Political and Economic Studies de 1981 a 1990. De 1990 a 1994, ela trabalhou como editora executiva da American Annals of the Deaf, uma revista acadêmica publicada pela Gallaudet University Press. Enquanto estava na Gallaudet, ela aprendeu a língua de sinais americana e imergiu na cultura surda pela primeira vez. Briscoe escreveu seu primeiro romance, Sisters and Lovers, enquanto trabalhava para Gallaudet; essa história se concentra nas experiências de namoro de três jovens irmãs negras. Após o sucesso desse romance, ela passou a trabalhar em tempo integral como escritora. Seu segundo livro, Big Girls Don't Cry, foi publicado em 1996, com a história de uma jovem negra de classe média entrando no mundo dos negócios durante as décadas de 1960 e 1970. Em 1996, o colunista da Newsweek Malcolm Jones Jr. escreveu que Briscoe era um dos vários autores que escreviam em "um novo gênero literário", com foco em histórias otimistas sobre mulheres negras contemporâneas.

## Obras
- Irmãs e amantes, Harper Collins, Nova York, 1994ISBN 9780060171162OCLC 28927997
- Garotas Grandes Não Choram, Harper Collins, Nova York, 1996,ISBN 9780060172770OCLC 1002100765
- A Long Way from Home, Harper Collins, Nova York, 1999,ISBN 9780060172787OCLC 40433233
- Condado de PG, Doubleday, Nova York, 2002,ISBN 9780385501613OCLC 49320448
- Não me canso, Doubleday, Nova York, 2005,ISBN 9780385501620OCLC 57142679
- Você só fica melhor: celebrando a vida a cada passo do caminho, Kimani Press, Nova York, 2007ISBN 9780373830596OCLC 85824128
- Jóias: 50 mulheres negras fenomenais com mais de 50 anos, Little Brown and Company, Nova York, 2007ISBN 9780316075701OCLC 669066898
- Sisters and Husbands, Grand Central Publishers, Nova York, 2009ISBN 9780446534895OCLC 244628391
- O dinheiro não compra o amor, Grand Central Publishers, Nova York, 2011,ISBN 9780446534840OCLC 664450870

## Prêmios
Em 2000, Briscoe foi homenageada pela Universidade Gallaudet com o Prêmio Amos Kendall, "concedido a uma pessoa surda em reconhecimento à sua notável excelência em um campo profissional não relacionado à surdez". Seu terceiro livro, A Long Way From Home, foi indicado ao NAACP Image Awards.